# Jenny Buttress
Jenny Buttress ist ein rund 200 m hohes Felsmassiv an der Ostküste von King George Island im Archipel der Südlichen Shetlandinseln. Es ragt 4 km nördlich des Melville Peak oberhalb der Destruction Bay auf.
Das UK Antarctic Place-Names Committee benannte es 1960 nach dem Geisterschiff Jenny von der Isle of Wight, das angeblich 17 Jahre nach dem letzten Logbucheintrag des Kapitäns im September 1840 mit sieben Toten an Bord vom Walfänger Hope in der Drakestraße treibend entdeckt wurde.